# Dudley Digges

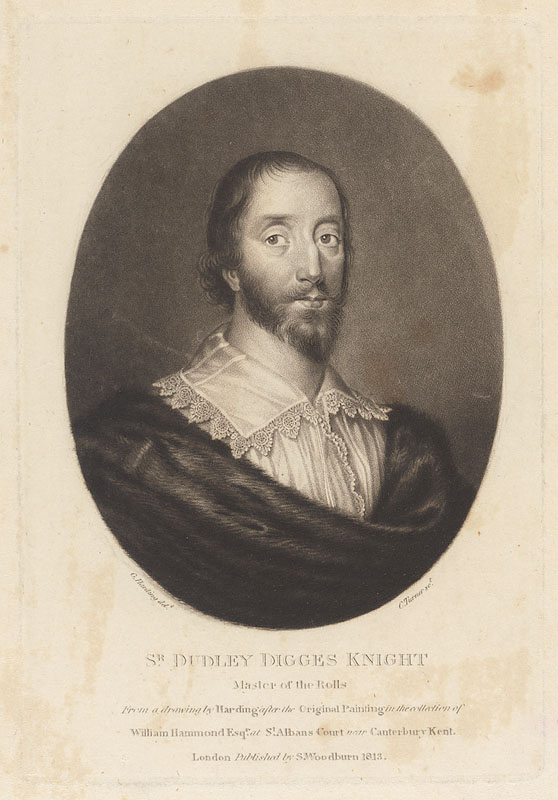
sir Dudley Digges

Dudley Digges (ur. 19 maja 1583, zm. 18 marca 1639) – angielski polityk, dyplomata i publicysta, syn matematyka i astronoma Thomasa Diggesa, ojciec gubernatora Wirginii Edwarda Diggesa.
Znany był ze swoich zainteresowań podróżniczych. Znajomił się Henry Hudsonem, który na jego cześć nazwał dwie wyspy (Digges Islands) w Archipelagu Arktycznym. Angażował się w przedsięwzięcia Kompanii Wirginijskiej (Charter of the Virginia Company of London). W latach 1618–1620 był ambasadorem w Moskwie, a następnie w Holandii. Zasiadał w parlamencie z 1614 (Czczy parlament) i 1621 roku za panowania Jakuba I. Brał udział w konflikcie króla z parlamentem. Przez krótki czas przebywał w więzieniu na rozkaz królewski, ale został zwolniony. Publikował pisma polityczne i ekonomiczne, np. The Defence of Trade (1615).